# Bistum Xingtai
Das Bistum Xingtai (lat.: Dioecesis Scioenteanus) ist ein römisch-katholisches Bistum mit Sitz in Xingtai in der Volksrepublik China.

## Geschichte
Papst Pius XI. gründete die Apostolische Präfektur Shunteh 1933 aus Gebietsabtretungen des Apostolischen Vikariates Zhengdingfu. Am 13. Januar 1944 wurde sie zum Apostolischen Vikariat erhoben.
Mit der Apostolischen Konstitution Quotidie Nos wurde es am 11. April 1946 zum Bistum erhoben. Bischof Hou Jinde, der im Jahr 1994 starb, ist Namensgeber des ersten katholischen gemeinnützigen Vereins, der Beifang Jinde, der von der chinesischen Regierung anerkannt wurde.

## Ordinarien

### Apostolischer Präfekt von Shunteh
- Ignacy Krause CM (26. Oktober 1933–13. Januar 1944)

### Apostolischer Vikar von Shunteh
- Ignacy Krause CM (13. Januar 1944 – 11. April 1946)

### Bischöfe von Xingtai
- Ignacy Krause CM (11. April 1946–1983)
- Michael Xiao Liren (1982 – 1996)
- Joseph Hou Jin-de (1989 – 1994)